# Chabestan
Chabestan település Franciaországban, Hautes-Alpes megyében. Lakosainak száma 171 fő (2022. január 1.). Chabestan Aspremont, Aspres-sur-Buëch, La Bâtie-Montsaléon, Oze, Le Saix és Savournon községekkel határos.

## Népesség
A település népességének változása:
| Lakosok száma | 113  | 105  | 112  | 116  | 147  | 136  | 129  | 155  | 169  | 171  |
|               | 1968 | 1982 | 1990 | 2006 | 2013 | 2015 | 2017 | 2019 | 2020 | 2022 |